# Rolandas Urbonas
Rolandas Urbonas (11 de agosto de 1972) es un deportista lituano que compitió en atletismo adaptado. Ganó tres medallas en los Juegos Paralímpicos de Verano entre los años 1996 y 2004.

## Palmarés internacional
| Juegos Paralímpicos | Juegos Paralímpicos      | Juegos Paralímpicos | Juegos Paralímpicos |
| Año                 | Lugar                    | Medalla             | Prueba              |
| ------------------- | ------------------------ | ------------------- | ------------------- |
| 1996                | Atlanta (Estados Unidos) | Medalla de bronce   | Peso F12            |
| 2000                | Sídney (Australia)       | Medalla de plata    | Disco F12           |
| 2004                | Atenas (Grecia)          | Medalla de bronce   | Disco F12           |